# Chrysler LeBaron
O LeBaron é um sedan de porte médio da Chrysler.